# Christ Souanga
Moyé Christ Souanga (23 oktober 2006) is een Belgisch voetballer die onder contract ligt bij Oud-Heverlee Leuven.

## Clubcarrière
Souanga sloot zich op zijn twaalfde aan bij de jeugdopleiding van Oud-Heverlee Leuven, dat hem wegplukte bij KVK Tienen. In het seizoen 2023/24 maakte hij zijn opwachting bij de beloftenploeg van OH Leuven in Eerste nationale. Op 6 april 2024 maakte hij z'n officiële debuut in het eerste elftal van de club: op de tweede speeldag van de Europe play-offs liet trainer Óscar García hem in het 0-0-gelijkspel tegen Standard Luik in de 84e minuut invallen. In juni 2024 brak de club zijn contract open tot medio 2027.

## Clubstatistieken
| Seizoen         | Club            | Land            | Competitie          | Competitie | Competitie | Beker | Beker | Supercup | Supercup | Europees | Europees | Totaal | Totaal |
| Seizoen         | Club            | Land            | Competitie          | Wed.       | Dlp.       | Wed.  | Dlp.  | Wed.     | Dlp.     | Wed.     | Dlp.     | Wed.   | Dlp.   |
| --------------- | --------------- | --------------- | ------------------- | ---------- | ---------- | ----- | ----- | -------- | -------- | -------- | -------- | ------ | ------ |
| 2023/24         | OH Leuven U23   | Vlag van België | Eerste nationale    | 6          | 0          | —     | —     | —        | —        | —        | —        | 6      | 0      |
| 2023/24         | OH Leuven       | Vlag van België | Eerste klasse A     | 1          | 0          | 0     | 0     | —        | —        | —        | —        | 1      | 0      |
| 2024/25         | OH Leuven U23   | Vlag van België | Eerste nationale VV | 9          | 0          | —     | —     | —        | —        | —        | —        | 9      | 0      |
| 2024/25         | OH Leuven       | Vlag van België | Eerste klasse A     | 0          | 0          | 1     | 0     | —        | —        | —        | —        | 1      | 0      |
| Carrière totaal | Carrière totaal | Carrière totaal | Carrière totaal     | 16         | 0          | 1     | 0     | 0        | 0        | 0        | 0        | 17     | 0      |

Bijgewerkt op 12 februari 2025.